# Fabrisio Saïdy
Fabrisio Saïdy (né le 15 juillet 1999 à Antsiranana à Madagascar) est un athlète français, spécialiste du 400 mètres.

## Biographie
D’origine malgache, il est arrivé à La Réunion alors qu’il avait quatre ans.
Il remporte la médaille d'argent du relais 4 × 400 mètres aux championnats d'Europe juniors 2017 à Grosseto.
En mars 2019, il remporte la médaille de bronze du 4 × 400 m lors des championnats d'Europe en salle de Glasgow après avoir terminé 5e du 400 m. Il est sacré champion de France du 400 mètres en salle aux championnats de France en salle à Miramas. En juillet 2019, il remporte la médaille d'or du 400 m lors des championnats d'Europe espoirs de Gävle, en Suède, établissant à cette occasion un nouveau record personnel en 45 s 79. Il se classe par ailleurs troisième du 4 × 400 m.

## Palmarès
| Date | Compétition                       | Lieu      | Résultat | Épreuve   | Temps        |
| ---- | --------------------------------- | --------- | -------- | --------- | ------------ |
| 2017 | Championnats d'Europe juniors     | Grosseto  | 2e       | 4 x 400 m | 3 min 9 s 04 |
| 2018 | Championnats du monde juniors     | Bydgoszcz | 4e       | 4 x 400 m | 3 min 6 s 65 |
| 2019 | Championnats d'Europe en salle    | Glasgow   | 5e       | 400 m     | 46 s 80      |
| 2019 | Championnats d'Europe en salle    | Glasgow   | 3e       | 4 x 400 m | 3 min 7 s 71 |
| 2019 | Championnats d'Europe espoirs     | Gävle     | 1er      | 400 m     | 45 s 79      |
| 2019 | Championnats d'Europe espoirs     | Gävle     | 3e       | 4 x 400 m | 3 min 5 s 36 |
| 2019 | Championnats d'Europe par équipes | Bydgoszcz | 5e       | 400 m     | 46 s 75      |
| 2024 | Jeux olympiques                   | Paris     | 9e       | 4 × 400 m | 3 min 7 s 30 |

## Records
| Épreuve | Épreuve   | Temps   | Lieu              | Date            |
| ------- | --------- | ------- | ----------------- | --------------- |
| 400 m   | Plein air | 45 s 44 | La Chaux-de-Fonds | 3 juillet 2022  |
| 400 m   | En salle  | 46 s 67 | Miramas           | 17 février 2019 |